# Movimento Sociale Fiamma Tricolore
Il Movimento Sociale Fiamma Tricolore (MSFT), meglio noto semplicemente come Fiamma Tricolore (FT), è un partito politico italiano di ideologia neofascista fondato il 3 marzo 1995 da Pino Rauti e da quegli esponenti del Movimento Sociale Italiano che si opposero alla cosiddetta svolta di Fiuggi.
Nonostante alcune precedenti collaborazioni con formazioni legate al centro-destra, assume generalmente posizioni di autonomia.
Gioventù della Fiamma è l'organizzazione che raccoglie al suo interno giovani di età compresa fra i 14 e i 30 anni.

## Storia

### Origini

Svolta di Fiuggi

Nell'ultimo congresso del Movimento Sociale Italiano, svoltosi nel gennaio 1995, il segretario del partito Gianfranco Fini, attraverso la cosiddetta svolta di Fiuggi, trasformò il MSI in Alleanza Nazionale. Già in precedenza alcuni dirigenti del partito avevano avviato un'azione "riformatrice", sostenendo l'esigenza di lanciare una nuova "Alleanza Nazionale", unitamente ad altre personalità e correnti riconducibili a tesi conservatrici. Vennero in tal modo abbandonate le storiche posizioni neofasciste e di rottura per intraprendere un cammino verso l'area delle destra democratica ed europea. 
Tale decisione venne contestata dall'area radicale e "di sinistra" dell'eurodeputato Pino Rauti e da Giorgio Pisanò.
Il 3 marzo 1995 nacque dunque il Movimento Sociale Fiamma Tricolore, sebbene già il 29 gennaio fossero stati strutturati i Comitati per la continuità del Movimento Sociale Italiano.
L'obiettivo era il coerente proseguimento della storia e le battaglie socialitarie, senza rinnegare il proprio passato.
Alla Camera aderirono alla Fiamma Modesto Mario Della Rosa, cui fecero seguito, pochi giorni prima delle elezioni politiche del 1996, Cesare Cefaratti e Teodoro Stefano Tascone.

### Pino Rauti segretario
In occasione delle elezioni politiche del 1996, il partito ottenne, nella quota proporzionale della Camera, lo 0,9%. Al Senato, sfruttando gli effetti di un patto di desistenza tra il Polo per le Libertà e la Lista Pannella (in base al quale il Polo rinunciava a presentarsi in tre collegi della Sicilia), la Fiamma elesse un senatore con il recupero proporzionale: Luigi Caruso. Nel corso della XIII legislatura, la Fiamma vede l'adesione di un deputato, Alberto Acierno, sempre in Sicilia.
A novembre dello stesso anno il primo congresso nazionale a Chianciano Terme certificò l'elezione degli organi previsti dallo Statuto e la continuità ideale e programmatica con il MSI. Pino Rauti era segretario nazionale.
Nel 1998 nacque il quotidiano del partito, Linea, che lo resterà fino al 2002. Grazie anche alla partecipazione agli appuntamenti elettorali amministrativi, il partito organizzò nel frattempo la propria struttura sul territorio nazionale, ottenendo l'elezione di un consigliere regionale e di diversi consiglieri in assemblee elettive locali.
Alle elezioni europee del 1999 il partito si presentò in tutte le circoscrizioni elettorali, ottenendo l'1,6% ed eleggendo un eurodeputato, Roberto Bigliardo.

### La diaspora
Dopo aver inizialmente raccolto le diverse componenti del neofascismo indisponibili a seguire la strada indicata da Gianfranco Fini, la Fiamma Tricolore ha perso porzioni.
Il primo a lasciare è Giorgio Pisanò con il suo gruppo di Fascismo e Libertà.
Nel settembre 1997 tocca alla componente di Alternativa Nazional Popolare di Adriano Tilgher e Tomaso Staiti di Cuddia, che fondano il Fronte Nazionale.
Lasciano anche il Sindaco di Chieti Nicola Cucullo, l'eurodeputato Roberto Bigliardo, l'ex deputato Clemente Manco, gli esponenti milanesi Marco Valle e Roberto Jonghi Lavarini, che nel gennaio del 2000 danno vita al Movimento Sociale Europeo, fondamentalmente favorevole ad un accordo elettorale con Silvio Berlusconi.
Rauti si candida a sindaco per le elezioni comunali di Venezia nel 2000, raccogliendo l'1,1% e dicendosi comunque soddisfatto per l'ammirevole mobilitazione di giovani militanti.
Il 18 luglio una riunione tra le delegazioni del Fronte Nazionale e della Fiamma Tricolore, nella sede di quest'ultimo, dà un primo via libera verso la nascita di un unico soggetto.
Tale percorso subisce una brusca frenata quando alla Conferenza programmatica del 17 dicembre viene «constatata la mancanza di volontà concreta, da parte della dirigenza rautiana a convenire sulla creazione del movimento di alternativa antagonista al sistema di potere nazionale e sovranazionale».

### Politiche 2001
Il 20 aprile 2000 la rappresentanza parlamentare della Fiamma Tricolore viene ricevuta dal presidente della Repubblica per le consultazioni per la formazione del nuovo governo.
Dopo aver stretto accordi con il centrodestra alle elezioni regionali del 2000, Rauti venne riconfermato segretario dal congresso dell'ottobre 2000.
In tale occasione la Fiamma ha inoltre deciso di presentare liste autonome per le elezioni politiche del 2001, stringendo alcuni accordi di desistenza con la Casa delle Libertà. Il senatore uscente Luigi Caruso ottiene nuovamente un seggio.
In base a quel patto anche Alberto Acierno viene eletto all'Assemblea regionale siciliana.

### III Congresso del 2002: Romagnoli segretario e la scissione di Rauti
Il terzo congresso nazionale, nel febbraio 2002, porta a significative novità. Emerge prepotentemente la figura di Luca Romagnoli, la cui tesi di rinnovamento viene premiata con la nomina a segretario nazionale. Rauti è il nuovo presidente.
I contrasti veri e propri tra le due massime cariche del partito si manifestano nell'ottobre 2003, quando dirigenti e militanti sono invitati ad effettuare una scelta di posizione netta tra le due parti.
Nel congresso straordinario del febbraio 2004 la relazione di Romagnoli è nettamente in maggioranza. Rauti quindi abbandona per fondare il Movimento Idea Sociale, cui aderiscono Raffaele Bruno e Giuseppe Alviti.
L'azione dei nuovi vertici prosegue anche alle elezioni europee del 2004, dove un discreto 0,7% dei voti si traduce in un seggio per il segretario Romagnoli.

### Regionali 2005 conAlternativa Socialee Politiche 2006 conCdL
La Fiamma sceglie di collaborare con la coalizione di Alternativa Sociale, guidata da Alessandra Mussolini in occasione delle elezioni regionali del 2005, formata anche da Forza Nuova, Libertà di Azione e Fronte Sociale Nazionale.
La collaborazione fra i partiti della destra estrema raggiunse solamente l'1% di media nazionale e dimostrò, tra l'altro, l'impossibilità pratica di compattare sotto un'unica sigla realtà oggettivamente differenti per analisi e strategie politiche. Il partito riprende perciò la sua indipendenza.
Nello stesso periodo il partito raccoglie l'adesione di un deputato nazionale, Antonio Serena. Nel frattempo Il vicesegretario nazionale, Fabrizio Taranto, il Segretario nazionale del movimento giovanile Gioventù Nazionale Vincenzo Galizia e il Senatore Luigi Caruso annunciano l'iscrizione al MIS di Pino Rauti.
In vista delle elezioni politiche del 2006, la Fiamma raggiunge un accordo con la Casa delle Libertà, deliberato il 28 gennaio 2006: il movimento presenta il suo simbolo e i suoi candidati all'interno della coalizione di centro-destra in tutte le circoscrizioni e le regioni italiane.
Il risultato elettorale, però, non premia la Fiamma, che raccoglie 231 000 voti alla Camera (0,6%) e 204 000 al Senato (0,6%), non superando gli sbarramenti previsti dalla legge elettorale e non eleggendo alcun parlamentare.
Il 2 dicembre 2006 la Fiamma partecipa alla manifestazione nazionale della CdL contro la finanziaria varata dal Governo Prodi II.

### Politiche 2008 conLa Destraed Europee 2009
Dopo lo scioglimento anticipato delle Camere e in seguito alla fondazione del nuovo partito di Francesco Storace (fuoriuscito da AN), denominato La Destra, Romagnoli lancia un appello alla convergenza con la Fiamma Tricolore per presentarsi unitariamente alle elezioni politiche del 2008 con un simbolo denominato La Destra - Fiamma Tricolore, che unisce le insegne delle due formazioni. 
L'accordo tra i due partiti viene effettivamente raggiunto il 15 febbraio.
L'alleanza tra La Destra e la Fiamma, a cui aderisce anche il Fronte Sociale Nazionale, non porta ad eleggere alcun parlamentare: la lista raggiungerà il 2,4% dei consensi, non superando quindi lo sbarramento del 4%.
Il Movimento Sociale Fiamma Tricolore, dopo un iniziale avvicinamento a La Destra, al Movimento per le Autonomie e al Partito Pensionati, per una lista comune alle Elezioni europee, decide di presentarsi da sola, sfoggiando un simbolo dove è presente la scritta Destra Sociale.
In ragione di elementi grafici simili a quelli di Alleanza Nazionale, il Ministero dell'interno lo ricusa. Rispetto alle Europee del 2004, la Fiamma ottiene un risultato analogo di voti, ma non supera la soglia di sbarramento del 4% e non ottiene alcun europarlamentare.

### Il percorso autonomo
In occasione delle elezioni Regionali 2010 la Fiamma Tricolore, per via della legge per le elezioni regionali che impone ai piccoli partiti di raccogliere un certo numero di firme per presentarsi alle elezioni regionali, riesce a presentarsi solo in Piemonte, dove appoggia il candidato Renzo Rabellino, e in Calabria, dove appoggia il candidato del centrodestra Giuseppe Scopelliti. In entrambi i casi, per via dei pochi voti raccolti, non ottiene nessun consigliere regionale.
Alle elezioni politiche del 2013 la Fiamma ottiene lo 0,13% dei voti alla Camera e 0,17% dei voti al Senato, non eleggendo così nessun parlamentare. Alle elezioni comunali di Roma del 26-27 maggio 2013 il candidato sindaco Luca Romagnoli ottiene lo 0,15%.
Al VI Congresso svoltosi il 22-23 giugno 2013 a Roma, Luca Romagnoli viene riconfermato segretario per acclamazione.

### La sfiducia a Romagnoli
L'8 novembre 2013 il segretario Luca Romagnoli unitamente al segretario de La Destra Francesco Storace, al reggente di Futuro e Libertà Roberto Menia, alla coordinatrice di Io Sud Adriana Poli Bortone, a Domenico Nania dell'associazione Nuova Alleanza, ad Oreste Tofani dell'associazione Nazione Sovrana, ad Antonio Buonfiglio dell'associazione Il Popolo della Vita e all'editore del Il Giornale d'Italia Roberto Buonasorte, partecipa alla fondazione del Movimento per Alleanza Nazionale. Il dicembre 2013 il Comitato Centrale del partito dichiara decaduto il segretario Luca Romagnoli, reo di aver aderito all'iniziativa senza aver chiesto il parere dei membri del Comitato stesso.
Attilio Carelli accetta quindi l'incarico di segretario reggente. A seguito di tale espulsione Romagnoli fonda un nuovo soggetto, Destra Sociale, federato in un secondo momento a Fratelli d'Italia.

### Il nuovo corso
Il 13 e 14 dicembre 2014 il VII congresso nazionale elegge lo stesso Carelli segretario, mentre in occasione del referendum costituzionale del 2016 le posizioni espresse riguardano il NO.
Significativo anche il dato delle elezioni comunali del 2017 a Sermide e Felonica dove la lista Fasci Italiani del Lavoro (con alcuni suoi iscritti candidati) ha ottenuto il 10,4% ed è entrata in consiglio comunale, seggio decaduto al termine di una disputa giudiziaria.

### Politiche 2018 conForza Nuova

Logo della lista elettorale Italia agli Italiani

Per quanto riguarda le elezioni politiche del 2018, è stato siglato un accordo con Forza Nuova per costituire la lista Italia agli Italiani, il cui esito sarà dello 0,39% alla Camera e lo 0.50% al Senato.
Da quel momento partono delle iniziative programmatiche precise, finalizzate ad "un’azione di risveglio a difesa dell’identità e della sovranità nazionale".
A settembre 2019 Adriana Poli Bortone ufficializza la sua adesione.
Alle elezioni regionali 2020 si presenta in Puglia, mancava dal 2005 all’epoca nella coalizione Alternativa Sociale. La lista raccoglie lo 0,14% mentre il suo candidato a governatore Pierfranco Bruni lo 0,17% non riuscendo ad eleggere nessun consigliere.

#### La decadenza di Carelli
Con atto del Comitato Centrale del 12 settembre 2021 si decretava la decadenza di Attilio Carelli per mancata presentazione del bilancio consuntivo 2020.
Con e-mail del 4 ottobre Attilio Carelli notificava presso la Presidenza del Comitato Centrale le proprie dimissioni.
Con atto del Comitato Centrale del 6 ottobre 2021 si dava mandato alla reggenza di segretario nazionale a Giuseppe Manoli

#### Il IX Congresso (2022)
In data 15-16 gennaio 2022 si è svolto il IX Congresso nazionale del MSFT interamente svolto tramite piattaforma Zoom dove viene eletto a maggioranza Daniele Cerbella.

#### Opposizione di Carelli (2023)
Il segretario uscente Attilio Carelli non riconosce il IX Congresso e dichiara di essere ancora il segretario in carica ottenendo il sostegno di alcune federazioni del Movimento come quella di Roma . Si apre di conseguenza una controversia giudiziaria con Cerbella per capire a quale delle due fazioni spetti il nome del partito. Alcune federazioni si sono dichiarate neutrali in merito al contenzioso sulla segreteria in attesa che si esprima il Tribunale.

## Ideologia

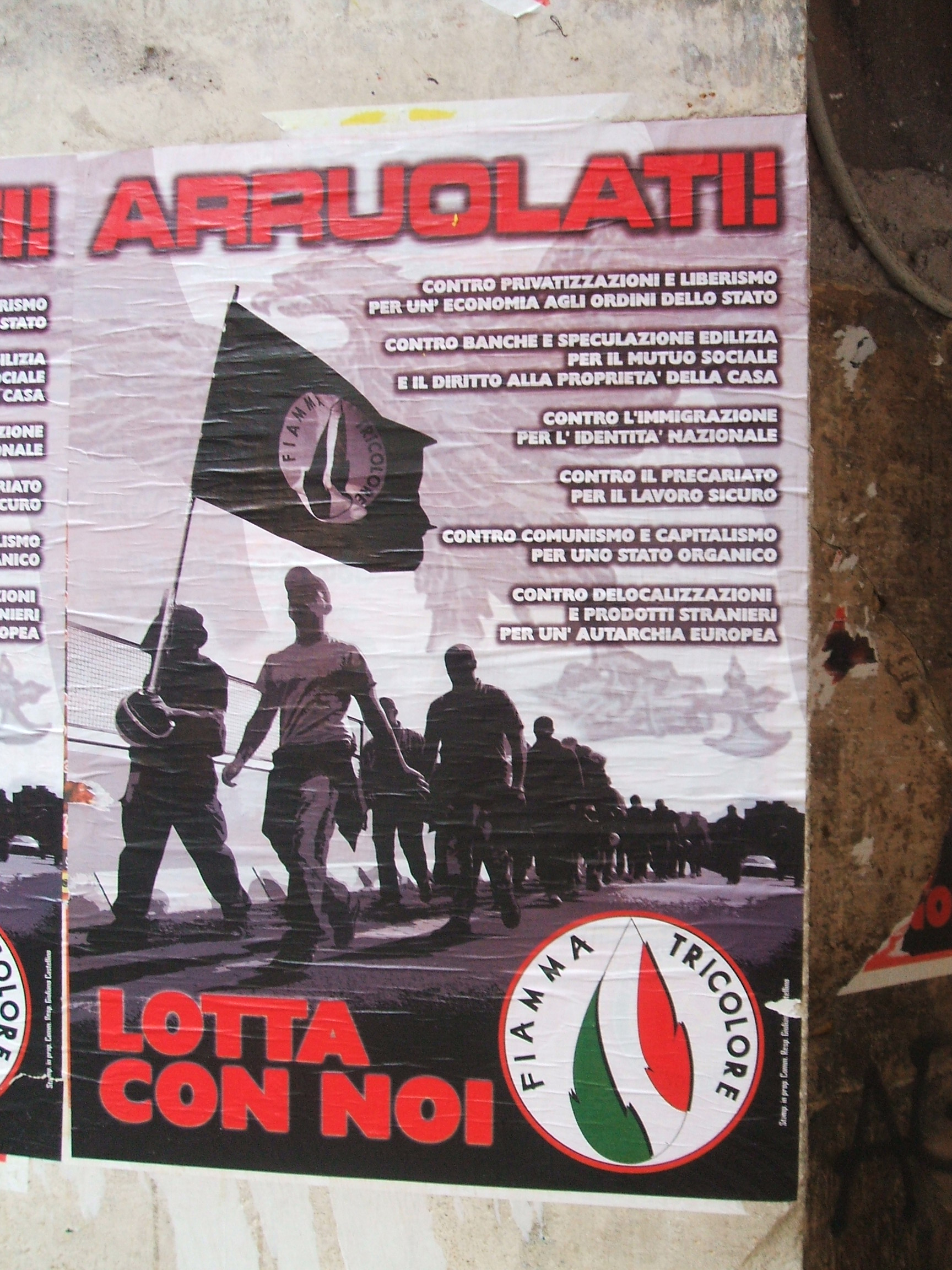
Manifesto propagandistico affisso a Roma

Il MSFT propone la realizzazione dello Stato Nazionale del Lavoro, per il raggiungimento - mediante l'alternativa corporativa - dei vasti traguardi di giustizia sociale e di elevazione umana, nel rispetto della libertà per tutti e nell'armonia dell'ordine con la libertà.»
(Art. 1 dello statuto del MSFT)
Punti programmatici:
- Concezione spirituale della vita, distante dal materialismo e dal nichilismo. No all'aborto.
- Elezione diretta del capo dello Stato.
- Istituzione di una Camera dei rappresentanti delle categorie produttrici di 400 membri, per la realizzazione dello Stato Nazionale del Lavoro.
- Separazione delle carriere tra magistratura giudicante e magistratura inquirente.
- Abolizione dei reati di opinione e delle leggi liberticide del pensiero e dell’associazionismo politico.
- Carcere a vita per crimini efferati e certezza della pena.
- Rilancio dell'identità nazionale, intesa come cultura, memoria storica e tradizione.
- Moderato sostegno alle scuole private, mentre il sistema dell'istruzione pubblica, comprendente libri e materiale didattico gratuiti agli studenti della scuola dell’obbligo, deve essere sempre finalizzata alla sensibilità culturale dell’individuo, ovvero conoscenze non immediatamente configurabili sul piano empirico e quindi lavorativo; esse concorrono tuttavia alla formazione e sviluppo psicopedagogico.
- Tutela della famiglia con coerenti politiche a suo sostegno, quali bonus per la nascita per coloro i quali nascono da genitori entrambi italiani, restaurazione della centralità della figura del Pater Familias, fulcro e motore dell’ordine sociale tradizionale.
- Abolizione della legge Fornero.
- Istituzione del reddito di cittadinanza e imposta patrimoniale di tipo georgista (solo il reddito netto).
- Preferenza nazionale nell'assegnazione delle abitazioni di proprietà pubblica; riduzione delle tassazione al 25% per i proventi generati dell'attività produttiva e accesso ai servizi sanitari.
- Canone sociale che non superi un quinto del reddito del nucleo familiare.
- Protezione del mercato nazionale dal liberismo, che tramite una macchinosa burocrazia favorisce esclusivamente le multinazionali.
- Equa redistribuzione degli utili ai lavoratori e compartecipazione collettiva alla gestione dell'impresa (socializzazione).
- Ripristino dell'articolo 18 dello Statuto dei Lavoratori.
- Abolizione delle Regioni e ampliamento delle competenze dei comuni.
- Europa Nazione, forte e unita, intesa innanzitutto come unione di popoli che condividono storia e tradizioni e non solo come unione di interessi economici sovranazionali, ovviamente rispettosa delle sue radici identitarie e cristiane, nonché contraria all'ingresso di Israele e Turchia.
- Opposizione al trattato di Lisbona.
- Uscita dalla NATO e diffidenza verso gli Stati Uniti d'America.
- Blocco dell'immigrazione extracomunitaria, smantellamento dei ghetti etnici e stipula di trattati internazionali che sanciscano lo sconto delle pene dei reati nel Paese d’origine degli immigrati condannati, controllo delle attività politiche delle associazioni straniere.
- Rifiuto degli organismi geneticamente modificati (OGM), rei di costituire un concorrente sleale delle colture tradizionali, alterando il rapporto economico tra i produttori agricoli.
- Sviluppo sostenibile nel pieno rispetto dell'ambiente.

.

## Struttura
Gli organi principali sono il Comitato Centrale composto da 25 membri eletti dal Congresso Nazionale, la segreteria nazionale di 6 membri e la segreteria amministrativa.
Il Comitato Centrale di norma si riunisce due volte l'anno entro il 30 settembre ed entro il 30 marzo e, per urgente motivo, può essere congiuntamente convocato dal Segretario Nazionale e dal Presidente del Comitato Centrale.
Esso determina le linee dell'azione politica e ne elabora ed integra gli orientamenti programmatici sulla base delle deliberazioni del Congresso Nazionale, approva il bilancio consuntivo e preventivo, nomina la Segreteria Generale del Congresso, dispone eventuali modifiche allo Statuto e ratifica le varie candidature elettorali.
La Segreteria Nazionale stima la dotazione finanziaria media annua necessaria per operare, dispone a maggioranza relativa la stima e l'utilizzo delle risorse disponibili.

### Segretari
- Pino Rauti (gennaio 1995 - febbraio 2002)
- Luca Romagnoli (febbraio 2002 - 8 dicembre 2013)
- Attilio Carelli (8 dicembre 2013 - 4 ottobre 2021)
- Giuseppe Manoli (6 ottobre 2021 - 15 gennaio 2022)
- Daniele Cerbella (15 gennaio 2022, in carica)

### Presidenti
- Romolo Sabatini (1995–2000)
- Stelvio Dal Piaz (2000–2002)
- Pino Rauti (2002–2004)
- Rocco Tauro (2004–2013)
- Attilio Carelli (2013–2014)
- Francesco Condorelli Caff (2014–2025)
- Giuseppe Manoli (2025 - in carica)

### Presidenti onorari
- Manlio Sargenti (1995-2001)
- Alessandro Bordoni (2013-2018)
- Carlo Morganti (2018-2023)

### Movimento giovanile
Il Movimento giovanile del partito fu fondato nel 1995 con il nome di "Gioventù Nazionale" (da non confondere con l'omonima formazione giovanile di Fratelli d'Italia). Nel 2006 perse buona parte dei propri attivisti a seguito della fondazione del Blocco Studentesco, una emanazione di CasaPound che assorbì buona parte degli universitari di estrema destra. A partire dall'assemblea nazionale del 21 marzo 2009 il movimento si riprende e, a partire dal 2011, muta il suo nome in "Gioventù della Fiamma".

## Scissioni
- Movimento Fascismo e Libertà (1995)
- Fronte Nazionale (1997)
- Forza Nuova (1997)
- Movimento Idea Sociale (2004)
- Destra Sociale (2013, confluito in Fratelli d'Italia)

## Risultati elettorali
| Elezione       | Elezione       | Voti    | %    | Seggi   |
| -------------- | -------------- | ------- | ---- | ------- |
| Politiche 1996 | Camera (prop.) | 339.351 | 0,91 | 0 / 155 |
| Politiche 1996 | Camera (magg.) | 624.558 | 1,67 | 0 / 475 |
| Politiche 1996 | Senato         | 747.487 | 2,29 | 1 / 315 |
| Europee 1999   | Europee 1999   | 496.030 | 1,60 | 1 / 87  |
| Politiche 2001 | Camera (prop.) | 143.963 | 0,39 | 0 / 155 |
| Politiche 2001 | Camera (magg.) | 121.527 | 0,33 | 0 / 475 |
| Politiche 2001 | Senato         | 340.221 | 1,00 | 1 / 315 |
| Europee 2004   | Europee 2004   | 237.058 | 0,73 | 1 / 78  |
| Politiche 2006 | Camera         | 231.313 | 0,6  | 0 / 630 |
| Politiche 2006 | Senato         | 204.473 | 0,6  | 0 / 315 |
| Politiche 2008 | Camera         | 884.961 | 2,43 | 0 / 630 |
| Politiche 2008 | Senato         | 686.926 | 2,10 | 0 / 315 |
| Europee 2009   | Europee 2009   | 246.403 | 0,80 | 0 / 72  |
| Politiche 2013 | Camera         | 44.744  | 0,13 | 0 / 630 |
| Politiche 2013 | Senato         | 52.106  | 0,17 | 0 / 315 |
| Politiche 2018 | Camera         | 126.543 | 0,39 | 0 / 630 |
| Politiche 2018 | Senato         | 149.907 | 0,50 | 0 / 315 |
| 1. 2.          |                |         |      |         |

## Simboli

Simbolo standard del Movimento Sociale Fiamma Tricolore (dal 1995)
Simbolo della lista elettorale “Italia agli Italiani” (2018)

## Congressi nazionali
- Assemblea Nazionale - Roma, 17-18 giugno 1995
- I Congresso - Chianciano Terme, 15-17 novembre 1996
- II Congresso - Chianciano Terme, 27-29 ottobre 2000
- III Congresso - Montesilvano, 8-10 febbraio 2002
- IV Congresso - Roma, 28-29 febbraio 2004 [invalidato]
- IV Congresso - Fiuggi, 11-12 dicembre 2004 - Rifondare per rilanciare
- V Congresso - Roma, il 5-6 dicembre 2009.
- VI Congresso - Roma, il 22-23 giugno 2013.
- VII Congresso - Roma, 13-14 dicembre 2014
- VIII Congresso - Tivoli, 28-29 settembre 2019[116]
- IX Congresso - Piattaforma Zoom, 15-16 gennaio 2022